# Mỏ than Ulaan Ovoo
Mỏ than Ulaan Ovoo (tiếng Mông Cổ: Улаан Овоо, gò đất đỏ) là một mỏ than ở sum Tüshig, tỉnh Selenge, miền bắc Mông Cổ. Nó nằm trên bờ phía bắc của sông Zelter, một khoảng cách ngắn về phía tây của trung tâm sum.
Mỏ này có trữ lượng than lên tới 208,8 triệu tấn than nâu.